# Melanitis leda
Melanitis leda är en fjärilsart som beskrevs av Carl von Linné 1758. Melanitis leda ingår i släktet Melanitis och familjen praktfjärilar. Inga underarter finns listade i Catalogue of Life.

## Bildgalleri

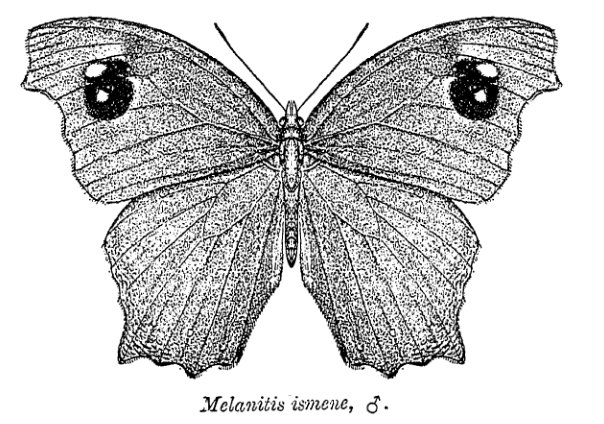
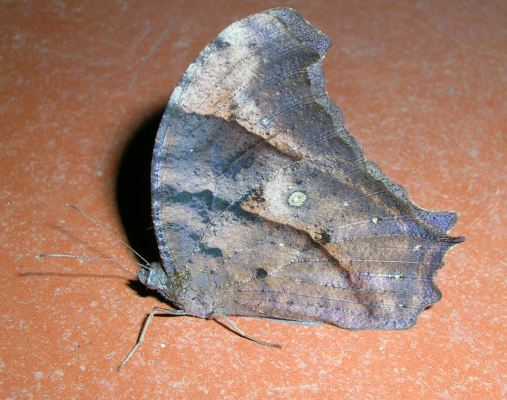
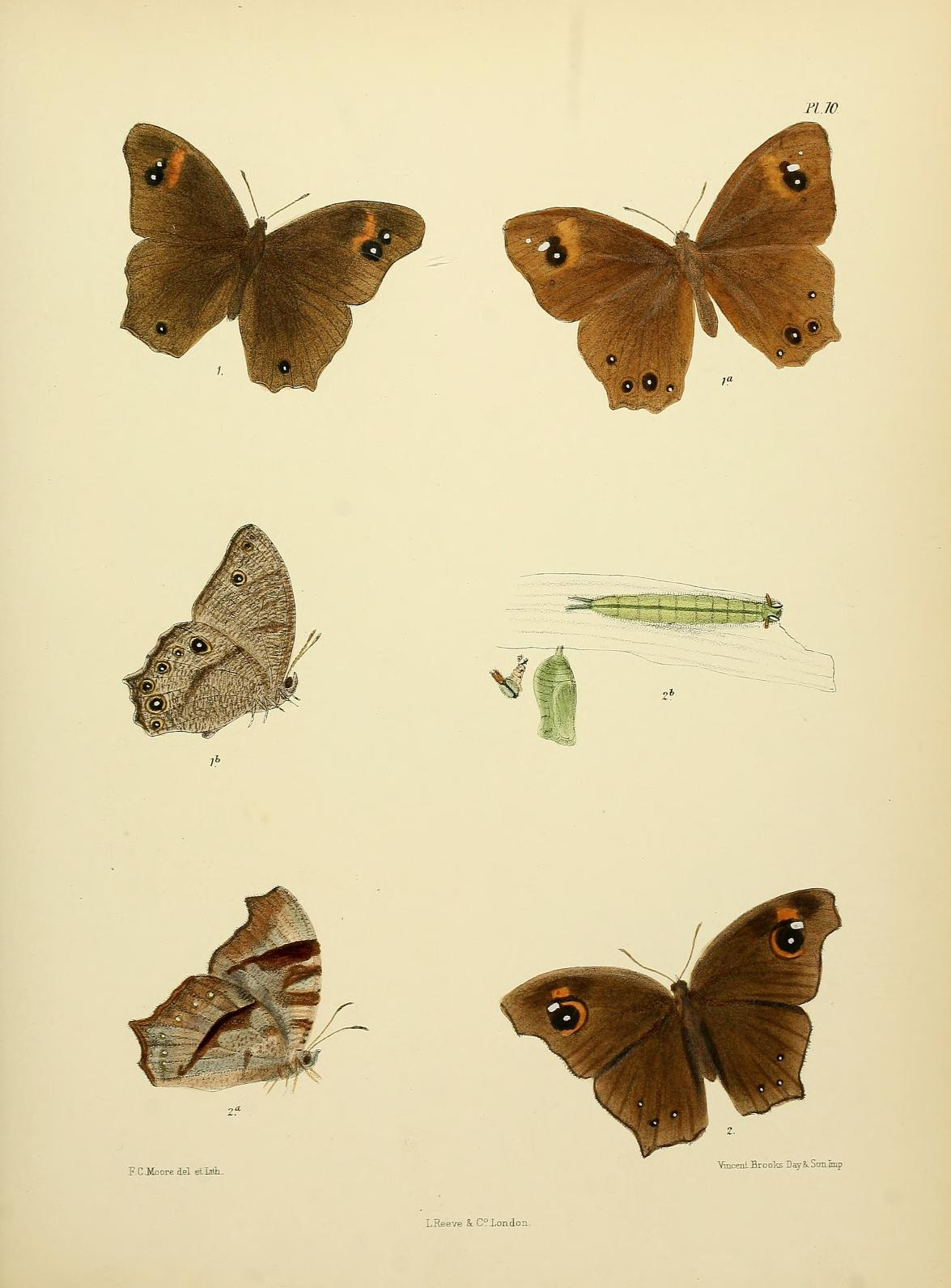
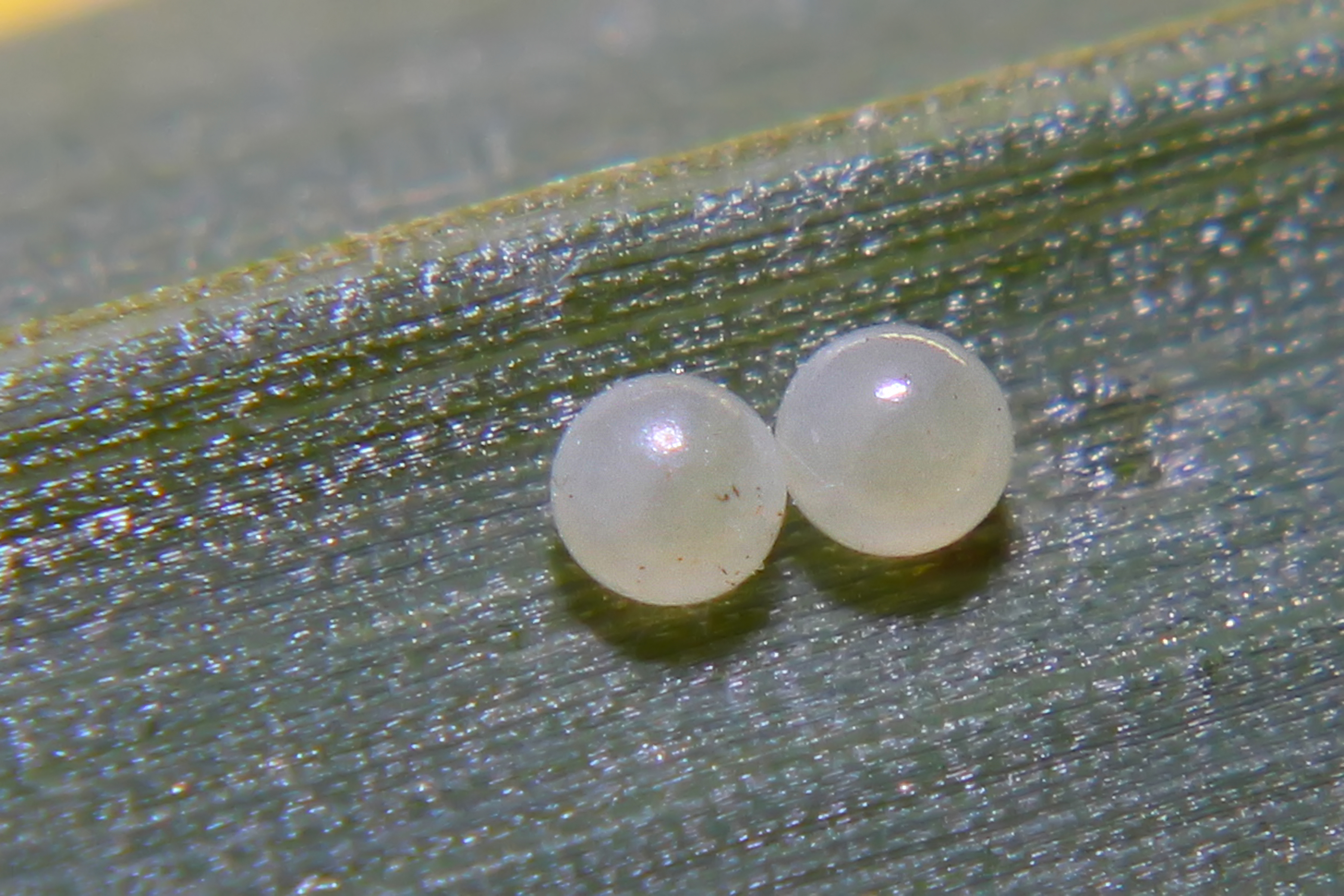
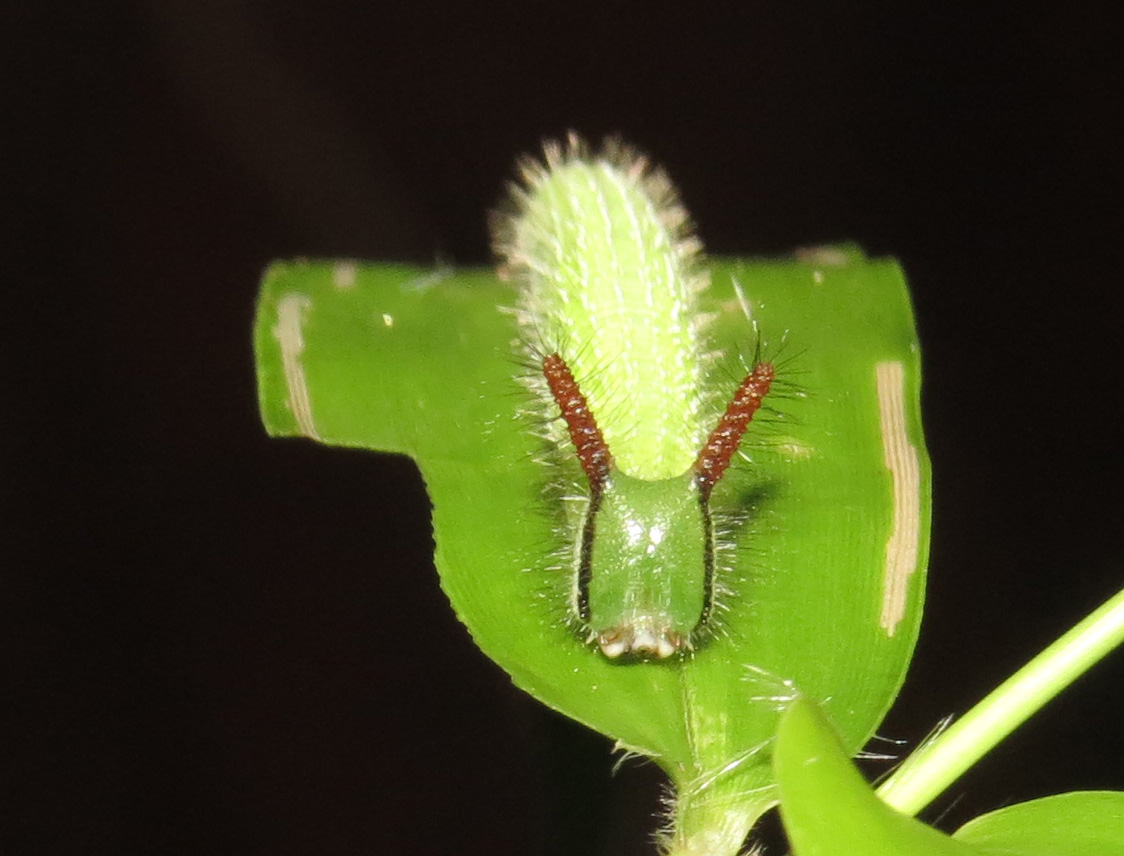
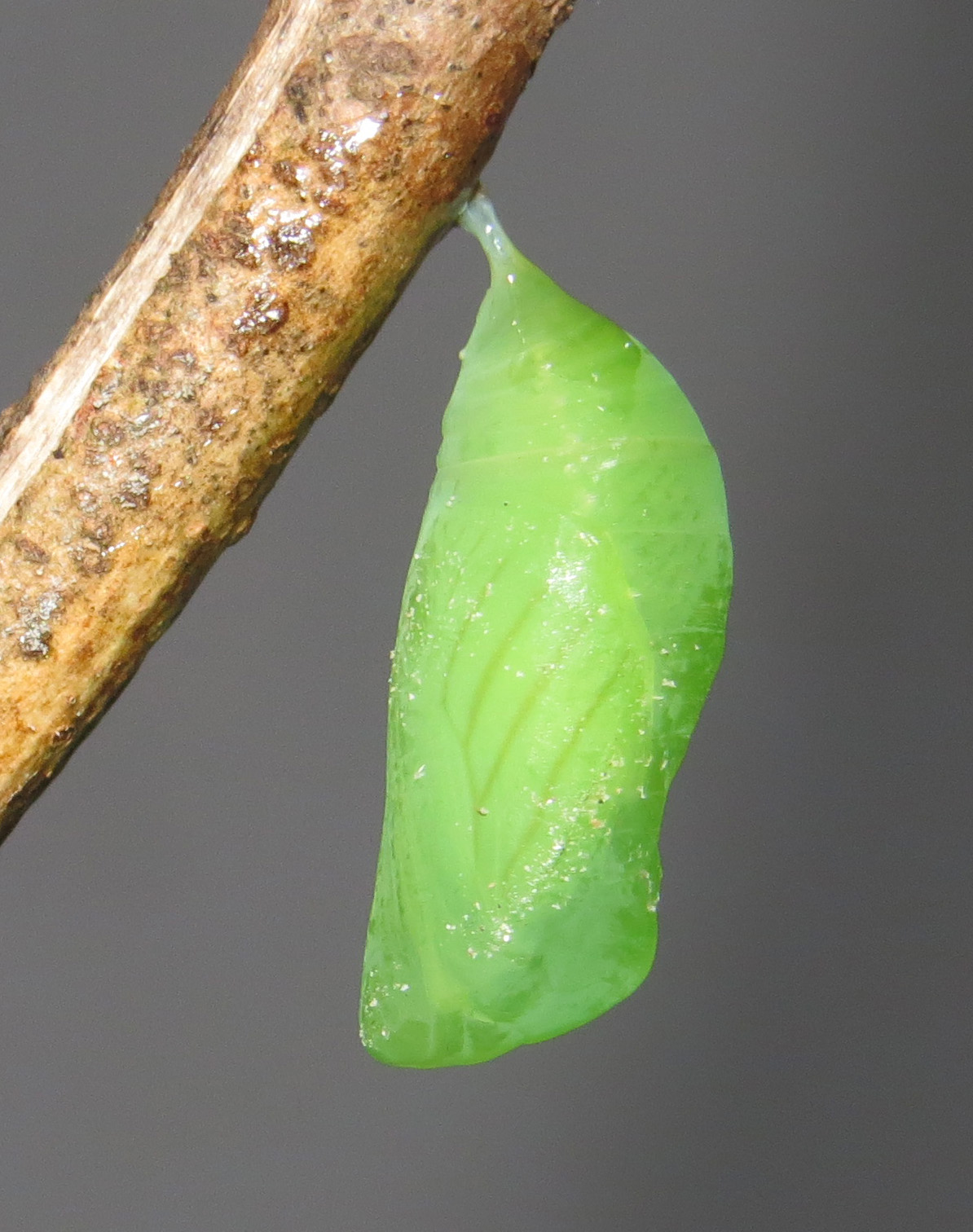
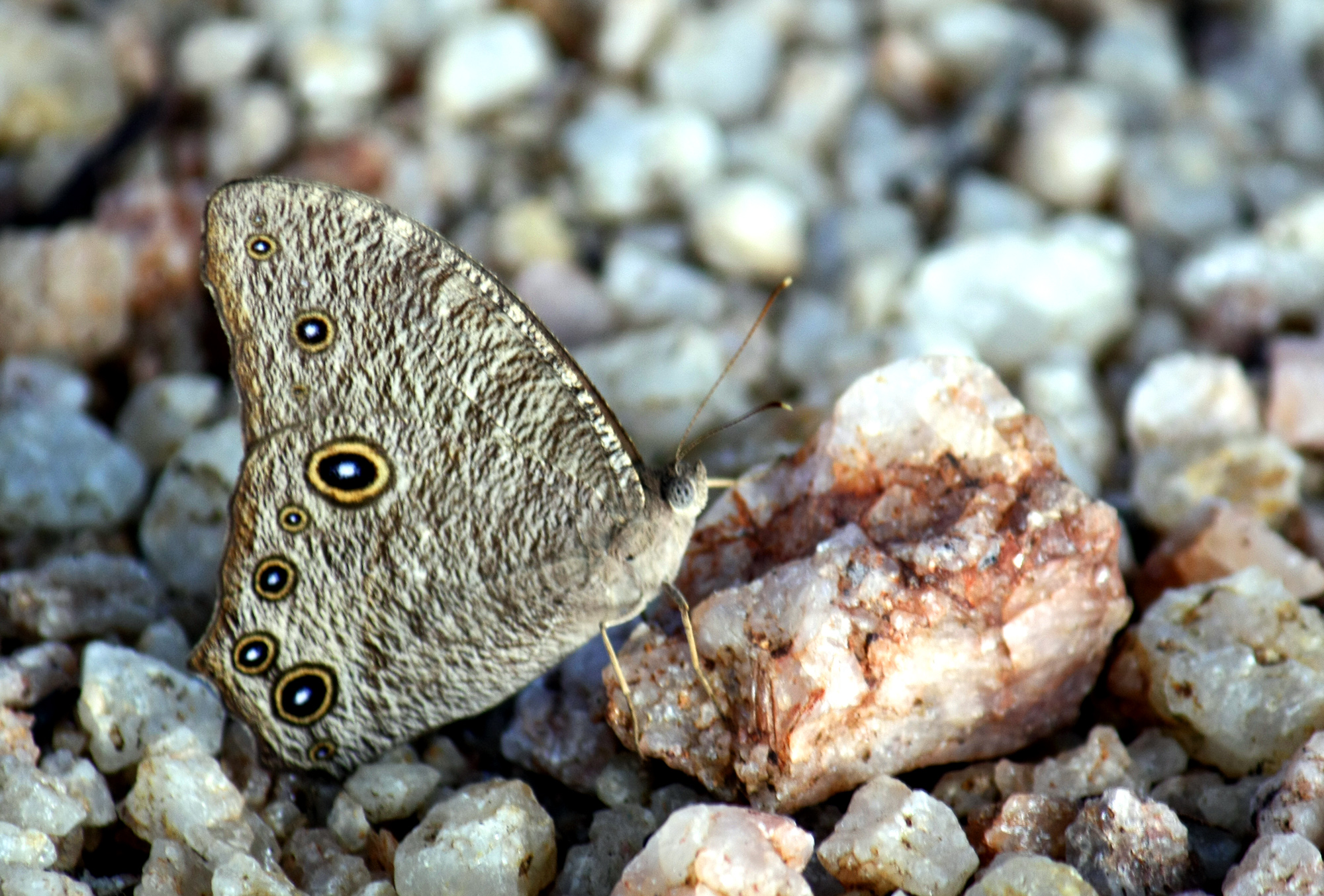
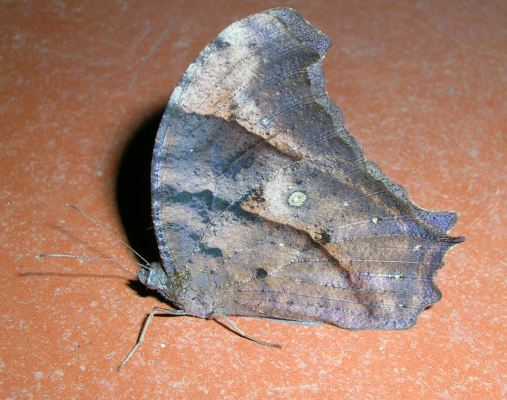